# Jetz
Jetz, oder Jez, war ein Weinmaß in der Umgebung von Augsburg.
Es gehörte zu den größeren Maßen und es galt
- 1 Fuder  = 8 Jetz
- 1 Jetz = 2 Muid = 96 Maß = 192 Seidel = 384 Quartel =  768 Achtel
- 1 Jetz = 6912 Pariser Kubikzoll = 137 Litres[1]
- 1 Quarte/Quartel = 7/20 Liter (1 Jetz errechnet  nur 134,4 Litre)[2]
- 1 Maß = 1,428 Liter (1 Jetz errechnet  nur 137,088 Litre).[3][4]

Die Maß war ein Visiermaß und betrug 1,1772 Liter oder 1,428 französische Litres.